# Marie-Louise Gächter
Marie-Louise Gächter-Alge (* 31. Juli 1973 in Innsbruck) ist eine österreichische Juristin. Sie ist Titularprofessorin an der Universität Freiburg im Üechtland und seit 2018 Leiterin der Datenschutzaufsichtsbehörde Liechtensteins.

## Leben und Wirken
Gächter studierte ab 1991 Rechtswissenschaften an der Universität Innsbruck; ihre Studien schloss sie 1996 mit dem Erwerbs des Titels Magistra iuris ab. Es folgte die Gerichtspraxis an den Landesgerichten Innsbruck und Feldkirch. Von 1997 bis 2005 arbeitete sie als freischaffende Übersetzerin von Rechtstexten für die englische und die französische Sprache. 2005 trat Gächter eine Stelle als wissenschaftliche Mitarbeiterin von Kerstin von der Decken an der Universität St. Gallen an. Dort wurde sie 2011 mit der völkerrechtlichen Schrift Mehrsprachigkeit im Völkerrecht: Von der Ausarbeitung zur Auslegung zur Dr. iur. promoviert. Von 2012 bis 2013 war sie als wissenschaftliche Beraterin für den Schweizerischen Wissenschaftsrat tätig. 2013 wechselte sie als wissenschaftliche Beraterin an das schweizerische Staatssekretariat für Bildung, Forschung und Innovation. Dort war sie hauptverantwortlich für den schweizerischen Beitrag zu Horizont 2020. Seit 2018 hält sie als Dozentin regelmäßig Vorlesungen zum Thema europäisches Datenschutzrecht an der Universität Liechtenstein und der Privaten Universität im Fürstentum Liechtenstein; gleichzeitig wurde sie zur Leiterin der Datenschutzaufsichtsbehörde Liechtensteins ernannt, womit die Position der Datenschutzbeauftragten Liechtensteins einhergeht. Seit 2021 ist Gächter zudem Titularprofessorin an der Universität Freiburg im Üechtland, wo sie bereits seit 2009 als Dozentin tätig ist.
2024 wurde sie nach dem Amtsende von Carlo Ranzoni als Richter am Europäischen Gerichtshof für Menschenrechte vom Fürstentum Liechtenstein zur Wahl dessen Nachfolgers nominiert, unterlag bei der Wahl aber Alain Chablais.